# Winston Roberts
Winston Roberts (sinh ngày 28 tháng 1 năm 1976) là một cầu thủ bóng đá người Antigua và Barbuda. Anh thi đấu cho đội tuyển quốc gia Antigua và Barbuda.

## Thống kê đội tuyển quốc gia
| Đội tuyển quốc gia Antigua và Barbuda | Đội tuyển quốc gia Antigua và Barbuda | Đội tuyển quốc gia Antigua và Barbuda |
| Năm                                   | Số trận                               | Bàn thắng                             |
| ------------------------------------- | ------------------------------------- | ------------------------------------- |
| 1998                                  |                                       |                                       |
| 1999                                  |                                       |                                       |
| 2000                                  |                                       |                                       |
| 2001                                  |                                       |                                       |
| 2002                                  | 2                                     | 0                                     |
| 2003                                  | 3                                     | 0                                     |
| 2004                                  | 1                                     | 1                                     |
| 2005                                  | 0                                     | 0                                     |
| 2006                                  | 0                                     | 0                                     |
| 2007                                  | 0                                     | 0                                     |
| 2008                                  | 2                                     | 0                                     |
| 2009                                  | 1                                     | 0                                     |
| 2010                                  |                                       |                                       |
| Tổng cộng                             |                                       |                                       |

### Bàn thắng quốc tế
Tỉ số và kết quả liệt kê bàn thắng của Antigua và Barbuda trước.
| Bàn thắng | Thời gian           | Địa điểm                                                  | Đối thủ              | Tỉ số | Kết quả | Giải đấu                                     |
| --------- | ------------------- | --------------------------------------------------------- | -------------------- | ----- | ------- | -------------------------------------------- |
| 1.        | 18 tháng 2 năm 2004 | Antigua Recreation Ground, St. John's, Antigua và Barbuda | Antille thuộc Hà Lan | 1–0   | 2–0     | Vòng loại giải vô địch bóng đá thế giới 2006 |